# Занзибар (султанат)
Вижте пояснителната страница за други значения на Занзибар.
Султанат Занзибар (на арабски: سلطنة زنجبار) e протекторат на Обединеното кралство между 1856 г. и 1964 г..
Разположен е на Занзибарския архипелаг край бреговете на Източна Африка. Султанатът контролира и части от съвременния източен бряг на Танзания, от които тя се заражда през 1964 г. след обединението им с Танганайка.
Управляващата арабска класа установява процъфтяваща и доходоносна търговия с роби и слонова кост, заедно с разширяването на плантациите за карамфил. Поставени са военни гарнизони в Занзибар, Пемба и Килва. Зенитът на арабската власт идва по време на султан Саид бин Султан Ал Бусаид, който през 1840 г. премества столицата си от Маскат (Оман) в Каменен град (Занзибар).
Британската империя постепенно поема контрол над султаната с дипломатически и търговски средства, но когато през август 1896 г. новият султан Халид ибн Баргаш решава да се ориентира към Германия, британските сили атакуват острова и сломяват съпротивата на занзибарците за 38 минути. По силата на по-рано сключения договор Хелголанд-Занзибар от 1890 г. Германия се ангажира да не се намесва в британските интереси в Занзибар, който наред с Пемба става британски протекторат (не колония), а Ивица Каприви – част от Германска Югозападна Африка. Британското управление чрез султан и везир остава почти непроменено.
През декември 1963 г. Занзибар получава независимост от Обединеното кралство и става конституционна монархия. Месец по-късно, по време на Занзибарската революция, султан Джамшид бин Абдула е свален и бяга в изгнание. Обявена е Народна република Занзибар и Пемба, която през април 1964 г. се обединява с Танганайка в Обединена република Танганайка и Занзибар, преименувана скоро в Обединена република Танзания.
- Занзибарски архипелаг
- Модел на лодка от Карамфил (подправка)
- Султанският дворец след обстрела от британския флот